# أرتورو إيسيل
أرتورو إيسيل (جنوة 11 أبريل 1842 - جنوة 27 نوفمبر 1922) كان جيولوجيًا إيطاليًا وعالمًا في علم الأحياء القديمة وعلم الرخويات وعلم الآثار، وُلد في جنوة. وقد اشتهر لأول مرة بتحديد المرحلة التيرانية في عام 1914.  اشتهر إيسيل أيضًا في ذلك الوقت بعمله في تدوين المعلومات في الأنثروبولوجيا والإثنولوجيا، ولا يزال يذكر بذلك.
في عام 1865 كان يبحث عن وجود رجل النياندرتال في مالطا. خلال إحدى رحلاته في وادي دالام، صادف كهفًا (غار دالام)، نصفه ممتلئ بالتربة. ظن إيسيل أن التنقيب في الموقع يمكن أن يكون مثمرًا. حفر خندقًا في تربة الكهف الرخوة ووجد بقايا بشرية من عصور ما قبل التاريخ (من حوالي 5000 إلى 4100 ق.م.) وعظام فرس النهر المحروقة.
شارك إيسيل في عدة بعثات إلى شرق إفريقيا، بما في ذلك بعثة بقيادة Orazio Antinori ‏ وأدواردو بيكاري في عام 1870. تم تعيينه أستاذاً للجيولوجيا في جامعة جنوة في عام 1866. وكان مراسلاً وثيقًا مع عالم الأنثروبولوجيا إيليو موديلياني، وساعد في نشر أفكاره. نجل إيسيل، (رافاييل إيسيل) اتبع خطاه وعين أستاذاً في علم الحيوان في جامعة جنوة في عام 1923.
تم تسمية جسر إيسيل، وهو سلسلة من التلال تحت البحر تفصل بين أجزاء من البحر التيراني، وإيسيل سيماونت على شرفه.

## قائمة المراجع
- Issel A. (1874). Molluschi Borneensi. Genova, Tipografia del R. Instituto Sordo-Muti
- Issel A. (1869). Malacologia del Mar Rosso. Ricerche zoologiche e paleontologiche. Pisa, pp. I-XI, 1-387, Plates I-V
- Giglioli E. H. & Issel A. (1884). Pelagos, saggi sulla vita e sui prodotti del mare. Genova, Tipografia del R. Istituto de' Sordo-Muti

## روابط خارجية
- أعمال أو نبذة عن أرتورو إيسيل على أرشيف الإنترنت